# La Chapelle-Saint-Martin
La Chapelle-Saint-Martin es una comuna francesa situada en el departamento de Saboya, en la región Auvernia-Ródano-Alpes.

## Demografía
| 92 | 86 | 69 | 83 | 90 | 84 | 124 | 155 | 145 |
| Para los censos de 1962 a 1999 la población legal corresponde a la población sin duplicidades (Fuente: INSEE [Consultar]) |    |    |    |    |    |     |     |     |